# Plaek Pibulsonggram
Plaek Phibunsongkhram (en tailandés : แปลก พิบูลสงคราม) ,(14 de julio de 1897 - 11 de junio de 1964), también conocido como  Phibun Songkhram o simplemente Phibun, fue el virtual primer ministro y dictador de Tailandia desde 1938 a 1944 y en un segundo periodo desde 1948 a 1957.
Antes de ejercer estos cargos, fue Mariscal de Campo del ejército.
Plaek nació en la provincia de Nonthaburi, Tailandia, hijo de una madre tailandesa y un padre de origen chino. Sus padres poseían una plantación de Durio. Su nombre de pila, Plaek, significa extraño. Tras asistir muy temprano a la Real Academia Militar de Chulachomklao consiguió graduarse en 1914 como segundo teniente de artillería. Tras la Primera Guerra Mundial fue destinado a Francia a estudiar tácticas de artillería. 
Plaek fue uno de los líderes de la rama militar del Partido Popular (Khana Ratsadon) que dio un golpe de Estado y derrocó la monarquía absoluta en 1932. Fue en este momento cuando el entonces teniente coronel Plaek saltó a la fama.
Al año siguiente, Plaek, junto con oficiales aliados en la misma causa, aplastó con éxito la Rebelión Boworadet, revuelta monárquica dirigida por el Príncipe Boworadet.Mientras que el rey Prajadhipok no estuvo involucrado en la rebelión, marcó el comienzo de una caída que terminó en su abdicación y reemplazo en 1935 por el rey Ananda Mahidol. El nuevo Rey todavía era un niño que estudiaba en Suiza , y el parlamento nombró al Coronel Príncipe Anuwatjaturong, al Teniente Comandante Príncipe Athitaya Dibhabha y Chao Phraya Yommaraj (Pun Sukhum) como sus Regentes .
En 1957, el mariscal Sarit Thanarat organizó un golpe de Estado. Plaek tuvo que exiliarse en Japón, donde permaneció hasta su muerte en 1964.